# Jean-Baptiste Eyriès
Jean-Baptiste Eyriès, né à Marseille le 24 juin 1767 et mort à Graville près du Havre le 13 juin 1846, est un négociant, négrier et géographe français.

## Biographie
Jean-Baptiste est le fils de Jacques Joseph Eyriès, lieutenant de frégate et négrier sous le prête-nom de David Chauvel,. Il vient au Havre à l'âge de cinq ans lorsque son père est nommé commandant de la Marine. Il fait ses études au collège de Juilly, non loin de Paris, puis voyage longuement dans le nord de l'Europe, où il étudie la botanique et la minéralogie. Il mène ensuite plusieurs expéditions commerciales dans différentes parties du monde.
Puis à partir de 1786, il est nommé administrateur général de la Compagnie du Sénégal, principalement dédiée à la traite négrière. Avec ses frères, il participe également au financement de navires de traite. En 1793, sa déclaration sur la fortune révèle qu’il a investi dans l’export de pacotilles, de fusils de traite et d’esclaves.
Appelé à Paris en 1794 pour faire délivrer son père, incarcéré comme suspect par les autorités révolutionnaires, il s'établit de manière définitive dans la capitale en 1805. Il fréquente des savants tels que Jussieu et Cuvier et collectionne les livres de voyages. En 1821, il devient l'un des fondateurs de la Société de géographie et il est également membre de la Société asiatique. Il est élu membre libre de l'Académie des inscriptions et belles-lettres en 1839. Victime d'une attaque d'apoplexie en 1844, il meurt deux ans plus tard dans la maison de son frère près du Havre.
Eyriès, qui était doué d'une mémoire prodigieuse et parlait neuf langues, a publié plusieurs ouvrages géographiques et a traduit de l'anglais, de l'allemand et des langues scandinaves de nombreux récits de voyageurs et d'explorateurs. Il a contribué également aux Annales des voyages de la géographie et de l'histoire de Conrad Malte-Brun, à la Biographie universelle de Louis-Gabriel Michaud, à l’Encyclopédie moderne de Léon Renier, à l’Encyclopédie des connaissances utiles et à la collection des  Costumes, mœurs et usages de tous les peuples. Il est aussi le directeur, avec Conrad Malte-Brun, du Journal des Voyages auquel ils adjoindront Philippe Lasnon de la Renaudière comme collaborateur.

## Principales publications
- Histoire des naufrages ou Recueil des relations les plus intéressantes des naufrages, hivernemens, délaissemens, incendies et autres événemens funestes arrivés sur mer  (en collaboration avec Jean-Louis-Hubert-Simon Deperthes), Paris, Éd. Ledoux et Tenré, 1818, 3 vol. in-12 (lire en ligne [PDF]). — Rééd. en 1828 (Paris, Dufour et Cie), 1832 et 1836 (Paris, Tenré).

- Abrégé des voyages modernes depuis 1780 jusqu'à nos jours (faisant suite à L'Histoire générale des voyages de Jean-François de La Harpe, 14 volumes, 1822-1824)
- Bibliomappe, ou Livre-cartes, textes analytiques, tableaux et cartes indiquant graduellement la géographie naturelle, les divisions géographiques, politiques, civiles, etc., les noms géographiques, historiques de tous les âges et de toutes les parties de l'univers, avec l'indication chronologique des découvertes des navigateurs, des changements survenus dans la circonscription des États, leurs dénominations, etc., avec Jacques-Charles Bailleul et Pierre Daunou (2 volumes, 1824-1826)
- Abrégé de géographie moderne, ou Description historique, politique, civile et naturelle des empires, royaumes, états et leurs colonies, avec celle des mers et des îles de toutes les parties du monde, avec John Pinkerton et Charles Athanase Walckenaer (2 volumes, 1827)
- Recherches sur la population du globe terrestre (1833)
- Voyage pittoresque en Asie et en Afrique, résumé général des voyages anciens et modernes (1839)
- L'Univers, histoire et description de tous les peuples : Danemark (1846)
- Dictionnaire de géographie ancienne et moderne, avec M.E.G. Béraud (1847)

Éditions d'ouvrages
- Jean-Louis-Hubert-Simon Deperthes : Histoire des naufrages, délaissements de matelots, hivernages, incendies de navires et autres désastres de mer, recueillis des plus authentiques relations (3 volumes, 1815-1818)
- Charles Cochelet : Naufrage du brick français La Sophie, perdu le 30 mai 1819 sur la côte occidentale d'Afrique, et captivité d'une partie des naufragés dans le désert du Sahara, avec de nouveaux renseignements sur la ville de Timectou (2 volumes, 1821)

Traductions
- William Robert Broughton : Voyage de découvertes dans la partie septentrionale de l'océan Pacifique, fait par le capitaine W. R. Broughton, pendant les années 1795, 1796, 1797 et 1798 (2 volumes, 1807)
- Joachim Christoph Friedrich Schulz : Voyage en Pologne et en Allemagne fait en 1793 par un Livonien, où on trouve des détails très étendus sur la révolution de Pologne, en 1791 et en 1794, ainsi que la description de Varsovie, Dresde, Nurenberg, Vienne, Munich, etc. (2 volumes, 1807)
- Alexander von Humboldt : Tableaux de la nature (1808)
- Johann August Apel, Friedrich August Schulze, Johann Karl August Musäus et Heinrich Clauren : Fantasmagoriana, ou Recueil d'histoires d'apparitions de spectres, revenants, fantômes, etc., traduit de l'allemand par un amateur (2 volumes, 1812)
- James Morier : Voyage en Perse, en Arménie, en Asie-Mineure et à Constantinople (3 volumes, 1813)
- John Mawe : Voyages dans l'intérieur du Brésil, particulièrement dans les districts de l'or et du diamant, faits avec l'autorisation du prince régent de Portugal en 1809 et en 1810, contenant aussi un voyage au Rio-de-la-Plata et un essai historique sur la révolution de Buenos-Ayres (1816)
- Leopold von Buch : Voyage en Norvège et en Laponie, fait dans les années 1806, 1807 et 1808 (2 volumes, 1816)
- John Aikin : Annales du règne de Georges III, depuis l'avènement de ce monarque jusqu'à la paix générale conclue en 1815 (3 volumes, 1817)
- Vassili Golovnine : Voyage de M. Golovnin, contenant le récit de sa captivité chez les Japonais, pendant les années 1811, 1812 et 1813, et ses observations sur l'empire du Japon, suivi de la relation du voyage de M. Ricord, aux côtes du Japon en 1812 et 1813 (2 volumes, 1818)
- Henry Pottinger : Voyages dans le Béloutchistan et le Sindhy, suivis de la description géographique et historique de ces deux pays (2 volumes, 1818)
- Johann Adam von Krusenstern :  Voyage autour du monde fait dans les années 1803, 1804, 1805 et 1806 (2 volumes, 1821)
- Maximilian zu Wied-Neuwied : Voyage au Brésil dans les années 1815, 1816 et 1817 (3 volumes, 1821-1822)
- Alexander Gordon Laing : Voyage dans le Timanni, le Kouranko et le Soulimana, avec Philippe François Lasnon de  La Renaudière (1826)
- Yegor Timkovsky : Voyage à Péking, à travers la Mongolie, en 1820 et 1821 (2 volumes, 1827)
- Hugh Clapperton : Second voyage dans l'intérieur de l'Afrique, depuis le golfe de Benin jusqu'à Sackatou, par le capitaine Clapperton, pendant les années 1825, 1826 et 1827, avec Philippe de la Renaudière, suivi du Voyage de Richard Lander, de Kano à la côte maritime (2 volumes, 1829)
- Johann Ludwig Burckhardt : Voyages en Arabie, contenant la description des parties du Hedjaz regardées comme sacrées par les Musulmans, suivis de Notes sur les Bédouins et d'un Essai sur l'histoire des Wahabites (3 volumes, 1835)
- Michael Joseph Quin : Voyage sur le Danube de Pest à Roustchouk (1836)

## Hommages et critiques
Dans la ville du Havre, une rue porte son nom en son honneur. Critiqué pour sa participation à la traite négrière, l'association Mémoires et Partages réclament depuis 2009 la pose d'une plaque explicative dans la rue. Le 6 mai 2024, un panneau explicatif est posé par la mairie et rappelle les liens entre la famille Eyriès et l'esclavage,.